# Апне су Белем
Апне су Белем (фр. Appenai-sous-Bellême) насеље је и општина у северној Француској у региону Доња Нормандија, у департману Орн која припада префектури Мортањ о Перш.
По подацима из 2011. године у општини је живело 250 становника, а густина насељености је износила 23,28 становника/km². Општина се простире на површини од 10,74 km². Налази се на средњој надморској висини од 192 метара (максималној 196 m, а минималној 123 m).

## Демографија
| 1962. | 1968. | 1975. | 1982. | 1990. | 1999. | 2011. |
| ----- | ----- | ----- | ----- | ----- | ----- | ----- |
| 281   | 293   | 238   | 199   | 223   | 222   | 250   |

График промене броја становника у току последњих година